# Voždovac Belgrado
O Fudbalski Klub Voždovac (sérvio:Фудбалски клуб Вождовац) é uma equipe de futebol da subdivisão de Voždovac, na cidade de Belgrado, Sérvia. Suas cores são vermelho e branco. Foi fundado em 1912 com este nome.
Em 1930 foi fundado outro clube, o FK Železnik. Em 2005 os dois clubes se fundiram e formaram o atual FK Voždovac. A equipe disputa seus jogos no Stadium Voždovac, em Belgrado, que tem capacidade para 5.780 espectadores. 
Atualmente compete na segunda divisão do Campeonato Sérvio de Futebol, onde nunca conseguiu muito destaque (a não ser o terceiro lugar em 2003/04). Este resultado lhe garantiu a vaga na Copa da UEFA em 2004/05, aonde disputou a segunda fase de qualificação. Na ocasião, foi eliminado pelo Steaua Bucareste, perdendo em casa por 4 a 2, mas ganhando na Romênia por 2 a 1 (somando 4-5 no total).
Seu maior feito foi ter ganho a Copa da Sérvia e Montenegro em 2005, ainda como Železnik, batendo o Estrela Vermelha por 1 a 0 na final. Porém, no ano seguinte desistiu de participar da Copa da UEFA devido a uma crise financeira que não possibilitava nem os gastos com as viagens. Esta crise, que atingiu vários clubes no país, provocou a renúncia de seu presidente Dragan Bulić.

## História
O clube de futebol Voždovac foi fundado em 1912 como FK Dušanovac. O clube foi fundado durante a expansão do futebol na Sérvia, e é um dos clubes mais antigos que foram fundados no território do então Reino da Sérvia, mas também em toda a região.
Um dos fundadores, o presidente e o primeiro goleiro deste clube foi o famoso Danilo Stojanović, mais conhecido como "Čika Dača", que é considerado o "pai do futebol sérvio". Čika Dača fundou o primeiro clube no Reino da Sérvia em 1903, FK Šumadija em Kragujevac.
Durante 1929, o nome do clube foi mudado e, em seguida, FK Dušanovac mudou seu nome para "VozdovacČki Sport Klub". O clube competiu com mais ou menos sucesso nas ligas do Reino da Iugoslávia até a guerra e em 1941.
Durante a guerra no Reino da Iugoslávia, que foi ocupada por forças alemãs, a chamada "liga sob ocupação" foi jogada, na qual várias equipes participaram, que tiveram permissão para fazê-lo da administração alemã da cidade de Belgrado

### O Clube no Período após a Segunda Guerra Mundial
O clube tornou-se competitivo inativo durante a Segunda Guerra Mundial, com vários jogos amistosos, quando as circunstâncias permitiram.
Pouco depois do fim da guerra, Voždovački SK juntou-se às ligas que foram fundadas no estado recém-formado, a República Socialista Federal da Iugoslávia.
No período que vai do final da Segunda Guerra Mundial até 1964, o clube competiu nas ligas inferiores, e o maior sucesso foi jogar na Liga Sérvia (terceiro escalão da competição).
Na temporada 1963/1964, o clube venceu o Grupo Norte da Liga Sérvia e garantiu a colocação na Segunda Liga Federal da Iugoslávia, que era um ranking federal da competição e permitia jogar na mesma liga que equipes de todos os estados da República Federativa da Iugoslávia.
Vozdovački passou quase uma década no segundo ranking federal de competições de futebol SFRY sem interrupção. Nas quatro primeiras temporadas, o clube disputou o Grupo Leste, no qual alcançou duas vezes seu melhor resultado, que foi o 6º lugar. A temporada 1967/1968 terminou o clube no último lugar, levando ao rebaixamento para o nível inferior da competição, mas devido à reorganização da liga que se seguiu, o clube conseguiu manter o status de segunda divisão.
Depois de apenas três anos do pior resultado e do fim da temporada em último lugar na Segunda Liga Federal, o clube está melhorando rapidamente sua condição e isso se reflete na colocação do clube na temporada 1970/1971.
O melhor resultado da história do clube foi alcançado na temporada 1970/1971, quando o Vozdvački ficou em 4º lugar na segunda liga federal.
Naquela época, na frente do Voždovački estavam apenas equipes que tinham uma grande reputação e que ocasionalmente participavam da Primeira Liga da então grande Iugoslávia, ou seja, Proleter Zrenjanin, NK Osijek e Spartak de Subotica.

### Fusão de Voždovački e  Slodoba – Surgime do FK Voždovac
Entretanto, outro clube chamado FK Sloboda está a ser estabelecido no território do município de Vozdovac. O playground do Fk Sloboda estava localizado onde o ESTÁDIO DO FK Vozdovac ainda está localizado, enquanto o Vozdovac jogava suas partidas no campo localizado em Dušanovac, onde a Escola de Cabeleireiro está localizada hoje.
A excelente relação entre os dois clubes e a cooperação que existia foi coroada em 1973, quando esses dois clubes se fundiram, também conhecidos como "fusão", e assim criaram o que conhecemos hoje como FK Vozdovac.
O FK Vozdovac assumiu a história do FK Dušanovac e do Vozdovački SK, pelo que o FK Vozdovac é o sucessor legítimo da história destes clubes.
No entanto, no mesmo ano, a Segunda Liga Federal foi reorganizada, e Voždovački foi derrotado na liga por um rival local do município, FK Rad, e assim caiu para o nicho de ranking da competição.
Refira-se também que o clube já ganhou o Troféu da Taça de Belgrado.

### Início dos Anos 2000 e líder na PREMIER LEAGUE
O início dos anos 2000 trouxe mudanças em toda a Sérvia, que agora se tornou um Estado independente, e os ventos de mudança começaram a soprar no ESTÁDIO DO FK Vozdovac.
Depois de três décadas permanecendo nas ligas inferiores, em 2004 o clube venceu a Liga Sérvia de Belgrado e entrou na Primeira Liga de Telecom, ou o que era o segundo nível da competição na classificação do futebol na época.
Apenas uma temporada foi suficiente para o FK Vozdovac alcançar o maior sucesso de sua história e se classificar para a Superliga da Sérvia e Montenegro, então a melhor liga, primeiro no ranking e competindo com grandes nomes como Partizan e Estrela Vermelha.
A colocação na Superliga também ocorreu após outra fusão e fusão dos dois clubes, e desta vez Vozdovac se fundiu com o FK Železnik.
O FK Železnik, que em 2004 alcançou seu maior sucesso ao vencer a Copa da Sérvia e Montenegro com uma vitória sobre o Estrela Vermelha na final da Copa, entrou em problemas financeiros que culminaram com a paralisação do clube dos subúrbios de Belgrado.
Depois veio o acordo entre as duas lideranças e o FK Železnik abriu mão de sua vaga na Superliga da Sérvia e Montenegro FK Vozdovac, que assim pela primeira vez na história teve a oportunidade de jogar no melhor ranking da competição.
Para a surpresa do público do futebol, o FK Vozdovac em sua primeira temporada na Superliga da Sérvia e Montenegro consegue seu melhor resultado na história do clube.
O FK Vozdovac fez sua temporada de estreia na Superliga, e se mostrou em partidas contra os maiores clubes, como Partizan e Crvena Zvezda.
Ou seja, Voždovac fez uma grande temporada e ficou em 3º lugar, logo atrás de Partizan e Crvena Zvezda, cumprindo assim a condição de se classificar para a Eurocopa.
Devido às grandes despesas financeiras que a competição em uma competição europeia acarretaria, o FK Vozdovac é forçado a se retirar da competição no cenário europeu.
Depois veio a queda do clube de Vozdovac.
Imediatamente na próxima temporada, o clube é rebaixado da Superliga da Sérvia e Montenegro, e, em seguida, rebaixado da Primeira Liga da Sérvia na temporada 2008/2009 e novamente está na companhia da Liga Sérvia.

### Novo Traje do FK VOŽDOVAC e Modernização do Clube
Após três anos de competição na Liga Sérvia de Belgrado, Voždovac na temporada 2011/2012 ganhou o primeiro lugar e retornou à Primeira Liga da Sérvia, a segunda no ranking.
Enquanto o clube disputa a Segunda Divisão, planos estão sendo feitos para modernizar o clube, bem como construir um novo estádio.
No local onde se localizava o antigo estádio do FK Vozdovac, iniciou-se a construção do Centro Comercial "Stadion", enquanto, com uma solução inovadora, estava previsto que o novo estádio do FK Vozdovac ficasse localizado na cobertura do centro comercial recém-construído.
Com a conclusão deste projeto, o FK Vozdovac tornou-se um dos três clubes da Europa que tem o privilégio de ter um estádio localizado na cobertura de um edifício.
A construção do novo centro comercial e estádio começou em janeiro de 2011 e foi concluída na primavera de 2012.
No telhado do recém-construído Centro Comercial "Stadion" foi a nova casa dos jogadores de futebol FK Vozdovac, com uma capacidade de 5.200 espectadores e as soluções mais modernas que cumprem todos os requisitos e regulamentos que a UEFA coloca diante dos clubes.
Além disso, nosso clube se moderniza, muda a forma de fazer negócios, e tudo isso resulta na estabilidade do clube e na continuidade que o clube tem nos últimos anos.
Desde 2013, o FK Vozdovac voltou a participar do primeiro escalão das competições de futebol na Sérvia, e na melhor liga que joga até hoje com grande sucesso.
Em 2013, o FK Vozdovac exerceu o direito de jogar na Superliga da Sérvia com o argumento de que o Comitê de Especialistas da Associação de Futebol da Sérvia determinou que o lugar do hajduk de Kula, que foi extinto, na Superliga seria ocupado pelo FK Vozdovac.
Desta forma, o clube do Assentamento dos Irmãos Jerković retornou à elite do futebol.
Ao longo de sua história, Voždovac não teve nenhum resultado notável em competições para a Copa nacional, até a temporada 2014/2015.
Naquela temporada, o FK Vozdovac eliminou o FK Spartak de Subotica nas quartas de final com um placar de 2 a 1 e, assim, conquistou uma vaga na final da Copa da Sérvia.
Nas semifinais da Copa, o FK Čukarički foi melhor que Voždovčani, com placares de 0:2 e 1:4.
Dois anos depois, Voždovac chegou às quartas de final da Copa da Sérvia, onde após uma reviravolta perdeu para o Partizan com um placar de 1:2 e, assim, foi eliminado da competição.
Na Superliga sérvia, nos últimos anos, mais precisamente desde a modernização do clube, Voždovac tem sido o clube que mais mantém a continuidade e que está melhorando de temporada para temporada.
Talvez os melhores resultados que o fk Voždovac teve durante as temporadas 2016/2017 e 2017/2018, quando terminou a competição na quinta e sexta posições.

## Títulos
- Copa da Sérvia e Montenegro: 1 (2005)